# Ptyrticus turdinus
A Ptyrticus turdinus a madarak osztályának verébalakúak (Passeriformes) rendjébe és a Pellorneidae családjába tartozó Ptyrticus nem egyetlen faja.

## Rendszerezése
A fajt Gustav Hartlaub német ornitológus írta le 1883-ban. Besorolása vitatott, egyes szervezetek az Illadopsis nembe sorolják Illadopsis turdina néven.

## Alfajai
- Ptyrticus turdinus harterti Grote, 1921
- Ptyrticus turdinus turdinus Hartlaub, 1883
- Ptyrticus turdinus upembae Verheyen, 1951[1]

## Előfordulása
Közép- és Kelet-Afrikában, Angola, Kamerun, a Közép-afrikai Köztársaság, a Kongói Demokratikus Köztársaság, Szudán és Zambia területén honos. A természetes élőhelye a szubtrópusi vagy trópusi síkvidéki esőerdők és cserjések, valamint folyók és patakok környéke. Állandó, nem vonuló faj.

## Megjelenése
Testhossza 16,5 centiméter, testtömege 59–73 gramm.

## Életmódja
Gerinctelenekkel táplálkozik.